# Miguel San Román
Miguel San Román (Mombuey, 25 aprile 1938 – Madrid, 10 novembre 2015) è stato un calciatore spagnolo, di ruolo portiere.

## Biografia
Il 30 ottobre 2015 fu ricoverato in ospedale per un infarto. Il 10 novembre successivo è morto all'età di 77 anni. Fu soprannominato Pechuga da Jorge Griffa.

## Carriera

### Club
San Román ha iniziato la sua carriera da calciatore nelle file dell'Atletico Madrid. Venne girato in prestito per due stagioni prima al Rayo Vallecano poi al Murcia. Di ritorno dai prestiti ha giocato per tutta la carriera con la maglia della squadra che tifava.

## Palmarès

### Club

#### Competizioni nazionali
- Campionato spagnolo: 2

Atletico Madrid: 1965-1966, 1969-1970
- Coppa di Spagna: 2

Atletico Madrid: 1960-1961, 1964-1965

#### Competizioni internazionali
- Coppa delle Coppe: 1

Atletico Madrid: 1961-1962